# Nacht van de Poëzie
De Nacht van de Poëzie - kortweg "De Nacht" - geldt al meer dan dertig jaar als een van de drukst bezochte podiumevenementen van de Nederlandse letteren. De Nacht werd tot 2007 in maart gehouden in de grote zaal van Muziekcentrum Vredenburg in Utrecht en trok doorgaans 2200 bezoekers. In 2008 werd zij verplaatst naar Vredenburg Leidsche Rijn. Door de verbouwing van het Muziekcentrum werd de Nacht in 2009 eenmalig overgeslagen. In 2010 en 2011 werd de Nacht in een kleinere omvang gehouden in de Utrechtse Stadsschouwburg en in 2013 werd het evenement georganiseerd in Media Plaza in de Jaarbeurs Utrecht. Vanaf 2014 is de Nacht weer teruggekeerd in het vernieuwde TivoliVredenburg.
Naast de Utrechtse Nacht van de Poëzie zijn in voorbije jaren ook (kleinschalige) Nachten van de Poëzie georganiseerd in onder andere Willemstad, Delft, Mol en op Texel.

## Opzet
Een reeks van meestal tussen de twintig en dertig Nederlandse dichters treedt op: zowel toegankelijke als minder toegankelijke dichters, gevestigde namen en aankomend talent. Zij worden afgewisseld met allerlei entr'actes. Het evenement begint om 20.00 uur en eindigt meestal tegen 4.00 uur in de ochtend. Behalve de optredens van dichters op het podium vindt er ook een boekenmarkt plaats waarop uitgevers, tijdschriften en andere literaire organisaties zich presenteren.
In 2015 besteedde de VPRO aandacht aan de Nacht door middel van gesprekken tussen Wim Brands en deelnemende dichters als Jules Deelder, Hester Knibbe, K. Schippers en Pieter Boskma dat een week later, op 24 september 2015 werd uitgezonden.

## Geschiedenis

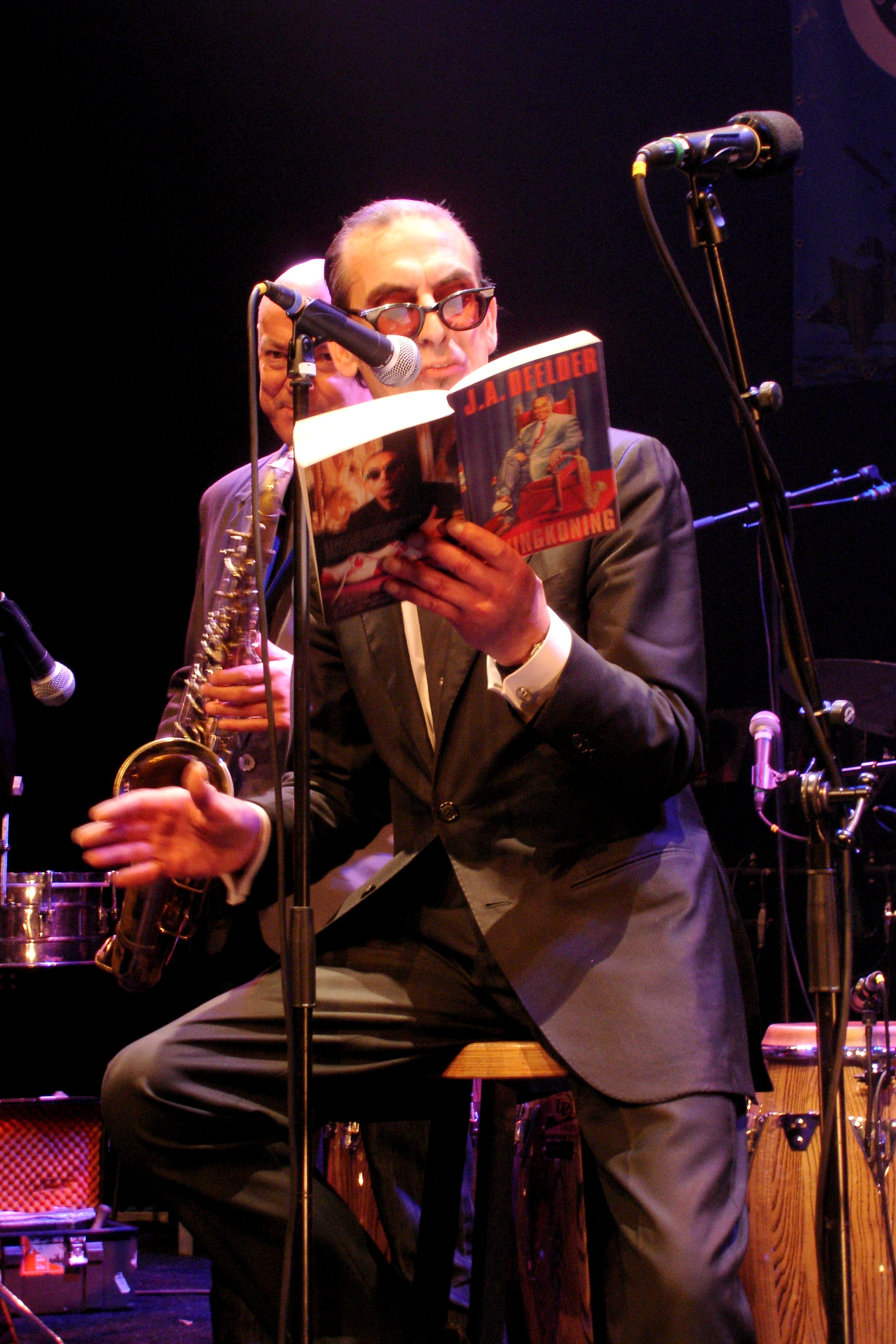
Jules Deelder.

De eerste aanzet tot de Nacht van de Poëzie was Poëzie in Carré, een legendarische avond die in 1966 door Simon Vinkenoog werd georganiseerd in Carré, Amsterdam. Die avond was onder andere het debuut van de 21-jarige Jules Deelder. De eerste zogeheten Nacht van de Poëzie vond plaats in Vorst-Nationaal, in België. In 1975, 1980 en 1984 volgden een tweede, derde en vierde nacht; respectievelijk in Kortrijk, Vorst-Nationaal en Brussel. Tussendoor vond in het Concertgebouw in Amsterdam nog een mislukte reprise plaats van Poëzie in Carré. Vaak kwamen de dichters nauwelijks boven het boe-geroep uit. "Het ging er onwaarschijnlijk onprofessioneel aan toe" aldus dichter Tom Lanoye.
De eerste Utrechtse Nacht van de Poëzie vond plaats op zaterdag 23 november 1980 in Muziekcentrum Vredenburg. Die Nacht was bedoeld als een eenmalig evenement en maakte deel uit van de zogenaamde Belgisch-Nederlandse Tiendaagse. In februari 1982 werd een tweede editie georganiseerd. Sindsdien is de Nacht een vast onderdeel op de agenda van Vredenburg. Drijvende kracht was lange tijd Anneke van Dijk, jarenlang bekend als "de moeder van de Nacht". De formule werd voortgezet met hoge bezoekersaantallen en veel aandacht van pers en media. In maart 2007 vond de Nacht voor de 27e en voorlopig laatste keer plaats volgens de oude formule. Nadat Anneke van Dijk in 2007 afscheid nam van Vredenburg en het muziekcentrum verwikkeld raakte in complicaties rond de verbouwing en directiewisselingen, raakte de Nacht de vaste plek kwijt.
In 2008 werd de Nacht in verband met de verbouwing verhuisd naar Vredenburg Leidsche Rijn, een tijdelijke vervangende locatie, in de volksmond "De Rode Doos" geheten. De Nacht werd uitgesteld tot september, waarmee een jarenlange traditie was doorbroken. De boekenmarkt bleef achterwege en de hoeveelheid dichters werd teruggebracht tot 12. Ook het bezoekersaantal was met ongeveer 500 een stuk minder groot. In 2009 werd de Nacht ingepland in december, maar in september afgelast. Vredenburg vertelde "in ieder geval tot aan de oplevering van het Muziekpaleis, het nieuwe onderkomen van Vredenburg, geen Nacht meer te organiseren." Na een protestactie van diverse dichters kwam Vredenburg terug op deze beslissing; de 29ste Nacht van de Poëzie vond plaats in de Stadsschouwburg van Utrecht op 18 september 2010. Ook in 2011 bood de Stadsschouwburg onderkomen aan de Nacht. Helaas bood de Stadsschouwburg niet de mogelijkheid aan bezoekers hun drankjes mee de zaal in te nemen en tijdens het hoofdprogramma in en uit te lopen. Dit was toch zo'n belangrijk kenmerk van de Nacht dat in 2013 besloten werd op zoek te gaan naar een andere locatie. Vandaar dat in 2013 de Nacht eenmalig werd georganiseerd in Media Plaza in de hallen van de Jaarbeurs Utrecht. Dit bleek een geslaagd alternatief. De Nacht kon echter op 20 september 2014 na zeven jaar weer terugkeren naar het nieuwe Tivoli/Vredenburg en is sindsdien niet meer verhuisd.
Kenmerkend voor De Nacht is de opzet van het podium. Vaak staat het podium zo opgesteld dat de voordragende dichter van alle kanten bekeken kan worden. Mensen kunnen om het podium heen lopen en eventueel op poefjes of zitzakken voor aan het podium gaan zitten en liggen. Veel bezoekers beëindigen het evenement liggend.

## Deelnemers
Dichters/schrijvers die tijdens de Nacht optraden waren onder andere Lucebert, Rutger Kopland, Hugo Claus, Harry Mulisch, Bernlef, Remco Campert, Anna Enquist, Cees Buddingh', Ingmar Heytze, Gerrit Komrij, Leo Vroman, Jan Wolkers, Fritzi Harmsen van Beek, Herman de Coninck, Jean Pierre Rawie, Johnny van Doorn, Jules Deelder, Gerrit Kouwenaar, Willem Jan Otten, Ilja Leonard Pfeijffer, Anneke Brassinga, Annie M.G. Schmidt, Bert Schierbeek, Neeltje Maria Min, Judith Herzberg, Cees Nooteboom, Charlotte Mutsaers, Tom Lanoye en Tonnus Oosterhoff.
De entr'actes waren er door de jaren heen van onder meer de Zangeres Zonder Naam, Rufus Wainwright, Kamagurka, Ischa Meijer, Wende Snijders, Ramana, Dez Mona, Juliette Gréco, Lavinia Meijer en Typhoon.
Anton Korteweg en Piet Piryns verzorgden jarenlang de presentatie van de Nacht. In 2007 werd Anton Korteweg vervangen door Menno Wigman - zodat dichter Korteweg eindelijk zelf eens kon voordragen. Piet Piryns werd in 2008 geëerd, omdat hij de Nacht voor de 25e keer presenteerde. Alexis de Roode vervulde in 2007 de rol van hekkensluiter en was daarmee de laatste dichter die in het oude Vredenburg optrad. De jonge dichter Maarten Das was in 2008 de laatste dichter in de "Rode Doos". De traditie van de Nacht van de Poëzie wil, dat de hekkensluiter het jaar daarop de Nacht mag openen. Voor deze rol wordt altijd een jonge, beginnende dichter gevraagd. Het leek er even op dat Das enkele jaren zou moeten wachten voor hij zijn recht kon uitoefenen. Dankzij de herstart in de Utrechtse Stadsschouwburg mocht Das, na wat oud-presentator Piet Piryns het 'schrikkeljaar' 2009 noemde, de 29ste Nacht in 2010 openen. De presentatie was dat jaar in handen van Ingmar Heytze en Jeroen van Merwijk, die dat ook in 2011 deden. De Nacht van 2013 werd gepresenteerd door Ester Naomi Perquin en Ingmar Heytze en vond plaats in het Mediaplaza van de Utrechtse Jaarbeurs. In 2014 nam Piryns het weer over van Heytze en presenteert sindsdien samen met Perquin. Vanwege de coronapandemie ging de Nacht in 2020 niet door. 

## 40-jarig jubileum
In 2023 werd het veertig-jarig jubileum gevierd. Het festival was intussen onderdeel van het International Literature Festival Utrecht (ILFU). Dichter des vaderlands Babs Gons toerde eind september tot begin oktober door Nederland en Vlaanderen, waarbij zij in iedere provincie een boekhandel aandeed. In deze boekhandels traden in estafette dichters op. In totaal werd aan 1000 dichters een podium geboden om een gedicht van maximaal twee minuten te laten horen. Aansluitend vond de Nacht plaats.